# Prionus puae
Prionus puae là một loài bọ cánh cứng trong họ Cerambycidae.